# Godless Savage Garden
Godless Savage Garden är ett mini-album av det norska black metalbandet Dimmu Borgir som består av nytt material, nyinspelningar och live-material. Detta är sista albumet som keyboardisten Stian Aarstad deltog på. Albumet spelades in under januari-juli 1997 och gavs ut i augusti året därpå. Peter Tägtgren producerade albumet tillsammans med Dimmu Borgir. Albumet återutgavs 2006 av Nuclear Blast med två bonusspår.

## Låtlista
1. "Moonchild Domain" – 5:24
2. "Hunnerkongens sorgsvarte ferd over steppene" – 3:05
3. "Chaos Without Prophecy" – 7:09
4. "Raabjørn speiler draugheimens skodde" (nyinspelning) – 5:03
5. "Metal Heart" (Accept-cover) – 4:40
6. "Stormblåst" (live) – 5:09
7. "Master of Disharmony" (live) – 4:27
8. "In Death's Embrace" (live) – 6:15

Bonusspår på 2006-utgåvan
1. "Spellbound (By the Devil)" (live) – 4:45
2. "Mourning Palace" (live) – 5:57

Alla låtar skrivna av Dimmu Borgir, utan spår 5 som är skriven av Accept.

## Medverkande
Musiker (Dimmu Borgir-medlemmar)
- Shagrath (Stian Tomt Thoresen) – sång, sologitarr
- Erkekjetter Silenoz (Sven Atle Kopperud aka Silenoz) – rytmgitarr, sång
- Tjodalv (Ian Kenneth Åkesson) – trummor, percussion
- Nagash (Stian André Arnesen) – basgitarr, bakgrundssång
- Astennu (Jamie Stinson) – sologitarr

Bidragande musiker
- Stian Aarstad – keyboard, piano
- Mustis (Øyvind Johan Mustaparta) – keyboard, piano

Produktion
- Dimmu Borgir – producent
- Peter Tägtgren – producent, ljudtekniker, ljudmix
- Andreas Marschall – omslagskonst
- Flea Black – omslagskonst